# Darkül Küjükowa
Darkül Küjükowa (kirgisisch Даркүл Күйүкова, russisch Даркуль Куюкова; * 15. Mai 1919 in Turkestanische ASSR; † 20. März 1997 in Bischkek, Kirgisistan) war eine kirgisisch-sowjetische Theater- und Filmschauspielerin.

## Werdegang
Ihre Karriere begann sie als Theaterschauspielerin. Seit 1954 arbeitete sie auch für Kino. Sie war Mitglied des Obersten Rates der Kirgisischen SSR.

## Filmografie (Auswahl)
- 1963: Schwüle (Зной, Snoj)
- 1965: Der erste Lehrer (kirgisisch Биринчи мугалим, russisch Первый учитель)
- 1976: Der weiße Dampfer

## Preise, Ehrungen und Auszeichnungen
- Volkskünstlerin der UdSSR (1967)
- Leninorden
- Orden des Roten Banners der Arbeit
- Orden der Völkerfreundschaft